# IC 4518/2
IC 4518/2 је спирална галаксија у сазвијежђу Вук која се налази на листи објеката дубоког неба у Индекс каталогу.
Деклинација објекта је - 43° 7' 25" а ректасцензија 14h 57m 41,2s. Привидна величина (магнитуда) објекта IC 4518 износи 16,3 а фотографска магнитуда 17,0. IC 45182 је још познат и под ознакама ESO 273-12A, MCG -7-31-2, VV 780, AM 1454-425, Beta Lup (2.7) 8' f, PGC 53467.